# Thierbachermühle
Thierbachermühle ist ein Gemeindeteil des Marktes Bad Steben im Landkreis Hof (Oberfranken, Bayern). Thierbachermühle liegt in der Gemarkung Thierbach.

## Geografie
Die Einöde liegt am Froschbach, einem linken Zufluss der Selbitz. Im Süden steigt das Gelände zum Mühlberg (571 m ü. NHN) an. Ein Anliegerweg führt nach Thierbach zur Staatsstraße 2198 (0,3 km westlich).

## Geschichte
Thierbachermühle gehörte zur Realgemeinde Bobengrün. Gegen Ende des 18. Jahrhunderts bestand Thierbachermühle aus einem Anwesen. Die Hochgerichtsbarkeit und die Grundherrschaft hatte das bayreuthische Kastenamt Thierbach.
Von 1797 bis 1810 unterstand Thierbachermühle dem Justiz- und Kammeramt Naila. Infolge des Ersten Gemeindeedikts wurde Thierbachermühle dem 1812 gebildeten Steuerdistrikt Marxgrün und der zugleich entstandenen die Ruralgemeinde Thierbach zugewiesen. Im Zuge der Gebietsreform in Bayern wurde Thierbachermühle am 1. Januar 1972 nach Bad Steben eingemeindet.

### Einwohnerentwicklung
| Jahr      | 001819 | 001861 | 001871 | 001885 | 001900 | 001925 | 001950 | 001961 | 001970 | 001987 | 002013 |
| Einwohner | *      | *      | 7      | 8      | 6      | 7      | 10     | 5      | 7      | 6      | 5      |
| Häuser    |        |        |        | 1      | 1      | 1      | 2      | 1      |        | 1      |        |
| Quelle    | [ 5 ]  | [ 8 ]  | [ 9 ]  | [ 10 ] | [ 11 ] | [ 12 ] | [ 13 ] | [ 14 ] | [ 15 ] | [ 16 ] |        |

## Religion
Thierbachermühle ist evangelisch-lutherisch geprägt und bis heute nach St. Walburga (Untersteben) gepfarrt (seit 1910 ist die Lutherkirche (Bad Steben) die Hauptkirche).